# Каталог лангобардских королей и императоров
Каталог лангобардских королей и императоров (лат. Catalogus regum Langobardorum et imperatorum) — перечень лангобардских королей, составленный, предположительно, при короле Генрихе IV. Сохранился в поздней копии.

## Издания
- Catalogus regum Langobardorum et imperatorum // MGH, SS. Bd. V. Hannover. 1844, p. 64[2].

## Переводы на русский язык
- Каталог лангобардских королей и императоров Архивная копия от 16 сентября 2011 на Wayback Machine в переводе И. М. Дьяконова на сайте Восточная литература